# فصة شجرية
الفصة الشجرية أو قَصَاص أو النّحْلى  نوع نباتي يتبع لجنس الفصة من الفصيلة البقولية. اسمه العلمي (باللاتينية: Medicago arborea).

## الموئل والانتشار
موطنها بعض مناطق شمال حوض البحر الأبيض المتوسط في تركيا واليونان وألبانيا وإيطاليا وإسبانيا، وتتواجد في بلاد الشام كنبات دخيل.